# La Casa Azul
La Casa Azul est un groupe espagnol d'electropop et indie pop, originaire de Barcelone, en Catalogne. Il est formé en 1997 et dirigé par Guille Milkyway.

## Biographie

### Formation et premières démos (1996–1999)
La Casa Azul est formé dans l'imaginaire de Guille Milkyway en 1997, duquel en découle un style musical mêlant disco des années 1970, Europop des années 1990, et qui aborde des sujets tels que l'amour, le bonheur, l'amitié, mais aussi la tristesse, le manque d'amour, et la frustration.
Les premiers morceaux de La Casa Azul se révèlent sous la forme de trois démos : Canciones ligeras (1999) et Galletas (1999), qui sont d'abord diffusées par plusieurs programmes radiophoniques ; beaucoup de chansons de ces modèles sont réenregistrées et inclus dans le premier EP du groupe, El Sonido efervescente de la Casa Azul (2000), avant que tout ne soit regroupé et réédité dans la réédition de El Sonido efervescente de La Casa Azul (2006).
La Casa Azul est né comme groupe fictif, dont les membres étaient alors un dessin fait en couleur ne représentant aucun réel membre. Le groupe joue pour la première fois sur scène le 20 août 1999, dans la salle Siroco de Madrid, lors d'une série de concerts intitulée Operación Bikini. En novembre, ils se produisent à Saragosse, partageant la scène avec d'autres groupes d'indie pop comme Niza, et Los Fresones Rebeldes. Le troisième concert du groupe s'effectue dans la salle Cibeles de Barcelone, fêtant le dixième anniversaire du label Elefant Records, sous lequel ils sont signés à cette période.
Ils participent à la remise des prix de l'émission de radio Viaje a los sueños polares, où ils recueillent leurs trois premiers prix dans les catégories révélation collective selon les auditeurs, révélation collective selon la direction du programme, et meilleure démo selon les auditeurs. Ils jouent ensuite à divers endroits comme Barcelone et Valence.

### Débuts avec Elefant (2000–2002)
La première collaboration de La Casa Azul avec Elefant Records se fait en février 2000, avec un remix du morceau Jamie Theakston par le groupe anglais Supercute. En octobre 2000 sort El Sonido efervescente de la casa azul, un EP qui se compose de six chansons issues de leurs anciennes démos : Hoy me has dicho hola por primera vez, Galletas, Chicle cosmos, Sin canciones, Me gustas, et Cerca de Shibuya. Les chansons sont réenregistrée pour cet EP, qui est édité en deux formats CD et vinyle 10". L'EP est bien accueilli notamment par le magazine Rockdelux et l'émission de radio Viaje a los sueños polares, qui le considère comme l'un des meilleurs de l'année 2000.
Durant cette période, le groupe prépare le lancement de son premier album studio, bien que Guille Milkyway se consacre également à d'autres projets comme Mirafiori, Cola Jet Set et La Monja Enana.

### Tan simple como el amor(2003–2005)
Le projet de Guille Milkyway prend forme, et ce qui va être le premier album studio du groupe, sont en cours de préparation. L'image du groupe est également renouvelée : cinq garçons sont choisis pour donner vie aux personnages fictifs de David, Virginia, Sergio, Clara et Óscar, qui seront chargés de donner leur image dans les clips vidéo et les apparitions à la télévision. En août 2003, au milieu de l'été, Guille Milkyway, les cinq garçons et Domingo González se rencontrent pour la première fois à Madrid, lors du tournage du premier clip du groupe. C'est Superguay, le premier single du premier album, qui sera exclusivement joué par les garçons.
Le morceau En noches como la de hoy est inclus dans la compilation Modapop distribuée par Elefant Records, et le groupe joue à Madrid et Barcelone en soutien à la compilation avec Camera Obscura, Niza, Entre Ríos et Les Très Bien Ensemble. Ils enregistrent également le morceau Viaje a los sueños polares, une reprise de Family, pour l'album hommage Un soplo en el corazón. En décembre 2003, ils publient leur premier album, Tan simple como el amor, poublié chez Elefant Records, en CD et LP vinyle.
En 2004, l'album est joué à différents événements : le 25e anniversaire de Flor de la pasión, un programme diffusé sur Radio 3, le 14 février au festival Es pop mom de Barcelone, et le 5 mars au Soft Pop Tour à La Corogne, le 27 mars, au Otros mundos pop de León ; deux membres du groupe Las Donetes accompagneront Guille Milkyway dans plusieurs de leurs concerts en tant que choristes et danseurs. En juin 2004, le groupe et son producteur se rendent de nouveau à Madrid pour rencontrer Domingo González, et un grand groupe de fans pour tourner Como un fan y El Sol no brillará nunca más, respectivement leur deuxième et troisième clips. En juillet 2004, ils se produisent pour la première fois au festival Contempopránea, à Alburquerque (province de Badajoz), et en août au Festival international de Benicàssim et à Gijón. Guille enregistre le morceau Vente a Zona Disney en espagnol et portugais pour le programme Zona Disney. À la fin de 2004, le morceau Chicle cosmos est réédité pour être inclus dans la bande sonore du film El asombroso mundo de Borjamari y Pocholo qui fait participer Santiago Segura.

### El Sonido efervescente de la casa azul(2005–2006)
Le 4 février 2005, lors d'une soirée au Club 8 y Medio de Madrid, le clip de Como un fan, réalisé par Domingo González et tourné l'été précédent, est joué. Dans ce clip, contrairement au précédent, il présente de nombreuses scènes en extérieur, dans des lieux différents et est le premier où, en plus des cinq garçons, Guille Milkyway apparaît brièvement. En juillet, Guille se rend au Japon pour participer aux célébrations préparées par Elefant Records pour l'Exposition universelle d'Aichi, se produisant les 17 et 22 au CHU! et Aoi Heya, et les 23 et 24 aux côtés de Niza dans le club Cay, au Spiral Hall, tous situés dans le quartier de Shibuya, à Tokyo. À l'automne, le clip vidéo de El Sol no se brillare nunca est publié ; il est réalisé par Domingo González, et filmé en parallèle à celui de Como un fan en juin 2004. Ce clip est joué par les cinq garçons. En octobre 2005 sort l'un EP Como un fan.
En 2006, ils préparent les derniers concerts de la tournée en soutien à l'EP commençant par Saragosse, Valladolid et Madrid. Puis sort la compilation We Heart Rock à laquelle ils participent avec le morceau Jamie Theakston. Le 3 mai 2006, la réédition de leur premier EP, El Sonido efervescente de La Casa Azul, est publié en une édition masterisée par Xavi Alarcón, accompagné des trois premières démos de La Casa Azul, et trois morceaux bonus : Quiero vivir en la ciudad version éditée par Mecano, Chicle Cosmos la version utilisée pour la bande sonore du film El Asombroso mundo de Borjamari y Pocholo, et Tantas cosas que arreglar issue de la compilation Momentos perdidos d'Elefant Records. Il comprend également deux morceaux live issus de leurs premières représentations à Saragosse : Hoy me has dicho hola por primera vez et Cerca de Shibuya. L'album est édité en Corée du Sud par le label Happy Robot, qui avait déjà publié localement Tan simple como el amor.
En mai 2006, La Casa Azul se rend en Corée du Sud pour réaliser une mini-tournée aux côtés du groupe Corazón. Le 14 du même mois, ils jouent au festival Naini Island, le 16 au Latin Music Festival qui s'est tenu au Inchon Memorial Hall à Goryeo (Université nationale de Corée), et le 18 à l'auditorium de l'Université Yonsei de Séoul. Après cette tournée, la marque de cosmétiques coréenne DHC choisit le morceau Galletas pour sa campagne publicitaire. De retour en Espagne, ils jouent le 24 juin dans la salle Apolo de Barcelone, le 29 au Musac de León, près de Ladytrón, et le 30 dans la salle huit et demi de Madrid. Ce même mois, Peachy Little Secrets, une compilation, est publiée par le label Fruit Records de Singapour, et comprend leur morceau Prefiero bailar. En juillet 2006, ils se produisent de nouveau au Festival Contemporain d'Alburquerque (Badajoz) et en septembre au Lemon Pop à Murcie.
À la fin de l'année, le clip vidéo Como un fan est inclus dans le DVD Eclectia de la société de production Malavida. En décembre sort le morceau Feliz Navidad, une reprise de José Feliciano, pour la compilation Cuentos de Navidad distribuée par le label Jabalina.

### La Revolución sexual(2007–2008)
Au premier semestre 2007, La Casa Azul se terre dans le silence. Rien ne filtre depuis le dernier concert du Lemon Pop. Cependant, en septembre, ils annoncent un nouvel pour cette année, et quatre morceaux sont publiés sur Myspace : La Revolución sexual, El Momento más feliz, Esta noche sólo cantan para mí, et La Nueva Yma Sumac. L'album, intitulé La Revolución sexual, est publié le 3 novembre 2007, et comprend treize chansons de soft pop.
La présentation de l'album se déroule dans les magasins Fnac de Madrid et Barcelone, les 3 et 11 novembre, où est présenté le clip du premier single homonyme, réalisé par Domingo González, et dans lequel Guille Milkyway est le protagoniste. Les versions espagnole et anglaise du clip sont montrées avec de légères différences de production. La présentation donne lieu à une série de concerts qui commencent à la salle El Sol de Madrid, les 16 et 17 novembre. L'album entre directement à la 25e place des albums les plus vendus en Espagne la semaine de sa sortie, restant sur cette liste pendant trois semaines.
Au début de 2008, les concerts se déroulent à l'auditorium de Murcie, à la Sala Santana 27 de Bilbao, au Centro Cívico Delicias de Saragosse, et au Playa Club de La Corogne. En février, ils participent aux pré-sélections de RTVE pour représenter l'Espagne au Concours Eurovision de la chanson via MySpace, avec une édition courte de La Revolución sexual. Ils se classent troisième place. Le 7 mars, ils chantent à la Fiesta Flor de Pasión, et participent le 8 mars au gala Salvemos Eurovisión, où Guille Milkyway interprète pour la première fois une chanson sur une chaîne de télévision nationale. La performance compte sur deux choristes. Le 10 mars, ils jouent à la salle Joy Eslava de Madrid.
Le 2 juillet 2008, La Revolución sexual est édité en Corée du Sud par le label Happy Robot. Cette version comprend deux morceaux bonus, qui sont deux nouvelles versions du morceaux La Revolución sexual : une version en anglais, et un duo avec le chanteur coréen Yeongene.
Le 4 juillet, le clip de Esta noche sólo cantan para mí, réalisé par Domingo González, est présenté dans la salle huit et demi de Madrid. Le 18 juillet, ils se produisent pour la deuxième fois au Festival international de Benicàssim, les 13 et le 26 juillet au Festival Contempopranea, pour la troisième fois. En août, la visite se poursuit à travers Villanueva de la Jara (Cuenca) et Saint-Sébastien, et en septembre à San Baudilio de Llobregat (Barcelone) et Murcie.

### Nouveaux albums (2009–2015)
Le nouvel album de La Casa Azul, La Nueva Yma Sumac (lo que nos dejó la revolución) (Elefant Records) est un album de raretés publié en Espagne le 21 septembre 2009. Il comprend une variante des morceaux de La Revolución sexual.
Le 1er décembre 2010, Todas tus amigas est publié en format numérique ; il s'agit du single de La Casa Azul qui précède leur nouvel album La Polinesia meridional. Sa face B est une version de Vacaciones publiée dans l'album hommage Viaje Satélite alrededor de Carlos Berlanga pour Carlos Berlanga. Le 13 décembre 2010, le clip réalisé par Nadia Mata Portillo est publié.
Le 28 novembre 2011, l'album La Polinesia meridional (Elefant Record) atteint la 19e position du Promusicae, et la première place sur iTunes. La tournée de présentation de l'album a lieu dans des villes comme Valence,Madrid et Barcelone et dans des festivals tels que le SOS Murcia, Festival do Norte, FIB, Low Cost, le Festival de música independiente de Zaragoza, Altaveu, Sonorama, Faraday, The Brandery, ContemPopranea, Santander Music, Ciudadela Sound, et Donostikluba.
Elefant Records, dans sa recherche de nouvelles idées et de nouveaux projets, lance une nouvelle collection de singles en édition limitée, appelée Reworked by Series. L'idée est que les groupes du label s'approprient, jouent et remixent des morceaux d'autres groupes du label. Le 18 septembre 2015, Attic Lights reworked by La Casa Azul est publié ; il comprend  deux nouveaux tubes Euro disco, Future Bound et War Years du groupe écossais Attic Lights.

### La Gran esfera(depuis 2016)
Le 28 octobre 2016, La Casa Azul sort Podría ser peor, premier single de l'album, La Gran esfera. Ce single était disponible gratuitement sur la page d'Elefant Records et sur les plateformes numériques. La Gran esfera est le cinquième album studio du groupe. Sorti le 22 mars 2019, il se démarque par son processus de production, développé entre 2012 et 2019, et montre un nouveau son par rapport aux opus précédents en incluant des chansons liées à la synth pop, la trap ou l'EDM. Sa sortie aura été précédée par l'écoulement de 4 singles : Podria ser peor, el momento, ATARAXIA et Nunca nadie pudo volar.
En 2023, le groupe sort un nouveau single No hay futuro, qui semble préfigurer la sortie d'un nouvel album .

## Dans les médias
Entre 2018 et 2021, la série télévisée espagnole Elite, réalisée et diffusée par la plateforme Netflix a utilisé au cours des différentes saisons plusieurs titres du groupe comme illustration sonore, pour des scènes se déroulant dans des bars ou des clubs, notamment El momento (épisode 1, saison 1), Nunca nadie pudo volar, (saison 2), Los chicos hoy saltarán a la pista (Saison 2), Podria ser peor (saison 4, épisode 3).

## Discographie

### Albums studio
- 2000 : El Sonido efervescente de la casa azul, (réédité en 2006 et en 2015)
- 2003 : Tan simple como el amor - (réédité en 2016) (album de 13 titres suivi d'un titre fantôme)
- 2007 : La Revolución sexual (réédité en 2016) (album de 13 titres)
- 2011 : La Polinesia Meridional (album de 13 titre)
- 2019 : La Gran Esfera (album de 10 titres)

### Éditions spéciales
- 2006 : El sonido efervescente de La Casa Azul (réédition)
- 2008 : La revolución sexual (edition coreana)
- 2009 : La nueva Yma Sumac (lo que nos dejó la revolución)
- 2011 : Cerca De Shibuya (compilation japonaise de 20 titres + 4 bonus, avec le label musical TKO New Music)
- 2013 : Nino Bravo, En Libertad by La Casa Azul (2 éditions de l'album, une pour l'Espagne, l'autre pour l'Argentine)
- 2018 : Vivir así es morir de amor

### Démos
- 1999 : Te invito a mi fiesta (EP 4 titres, autoproduit, sans maison de disque)
- 1999 : Canciones ligeras (EP 4 titres, autoproduit, sans maison de disque)
- 1999 : Galletas

### EP
- 2000 : El Sonido efervescente de la casa azul
- 2005 : Como un fan (4 titres)

### Singles
- 2005 : Como un fan
- 2015 : Attic lights
- 2023 : Prometo no olvidar

### Clips
- Superguay (2004, Domingo González)
- Como un fan (2005, Domingo González)
- El sol no brillará nunca más (2006, Domingo González)
- La Revolución sexual (2007, Domingo González)
- Esta noche sólo cantan para mí (2008, Domingo González)
- La Nueva Yma Sumac (2009, Duprez)
- Todas tus amigas (2010, Nadia Mata Portillo) [23]
- La Polinesia Meridional (2012, Jean-Marie Marbach)
- La fiesta universal (2013, Jean-Marie Marbach)
- ATARAXIA (2018, Juanma Carrillo)
- Nunca nadie pudo volar (2018, Daniel Cuenca)
- El momento (2018, Lluís Domingo)
- El Final del Amor Eterno (2019, Juanma Carrillo)
- El colapso gravitacional (2020, Daniel Cuenca) [24]

### Collaborations
- Mr. Camping, version de El Niño Gusano.
- Jamie Theakston, remix pour le groupe Supercute (2000).
- Viaje a los sueños polares en Un soplo al corazón: Homenaje a Family (2003).
- Vente a Zona Disney pour le programme de la télévision espagnole TVE Zona Disney (2004).
- Tantas cosas que arreglar sur le disque Momentos perdidos (2004).
- Feliz Navidad, pour l'album Cuentos de Navidad (2006).
- Surf up and down téléchargeable pour une durée limitée sur l'espace MySpace du groupe (2007).
- Vull saber-ho tot de tu pour le concours Els 25 emitido, pour TV3 (2008).
- Échale Nesquik pour la publicité de la marque Nesquik (2008)
- Yo Gabba Gabba, programme de la télévision espagnole pour les enfants,2 titres remixés et vidéo d'animation destiné aux tout petits [25]
- El que val la pena de veritat, cover pour le disque Perversions du groupe Els Pets (2012).
- Compta els dies als estels pour le disque de l'émission annuelle La Marató (2012).
- Chansons du programme pour enfants Jelly Jamm – CD 19 titres originaux et DVD 4 titres karaoké et 2 épisodes de la série Jelly Jamm
- Vivir así es morir de amor, remix commémoratif du 40ème anniversaire de la publication de l'œuvre de Camilo Sesto (2018).
- Joc de Nens, par le director de cinéma Rubén Sánchez, court-métrage destiné à la plateforme filmin .(2020).
- No Pensar En Ti , avec Soleá Morente

## Distinctions
- 2010 : XXIV edición de los Premios Goya : Yo también, dans la catégorie meilleure chanson Ganador[26]